# Varnums landskommun, Västergötland
För landskommunen med samma namn i Värmland, se Varnums landskommun, Värmland.
Varnums landskommun var en tidigare kommun i dåvarande Älvsborgs län.

## Administrativ historik
Kommunen bildades i Varnums socken i Ås härad i Västergötland när 1862 års kommunalförordningar trädde i kraft.
Vid kommunreformen 1952 uppgick kommunen i Hökerums landskommun som 1974 uppgick i Ulricehamns kommun.